# Chi l'ha visto? (film)
Chi l'ha visto? è un film del 1945 diretto da Goffredo Alessandrini.

## Trama
Emilio è un attore girovago che viene riconosciuto e accolto da una famiglia come l'uomo che alcuni anni prima era andato via senza lasciare tracce. La padrona di casa è una donna anziana e dispotica, che prende di mira soprattutto la giovane nipote Luisella, che crede Emilio suo padre. Emilio all'inizio è costretto a sottomettersi alle inopportune disposizioni che la donna impartisce, ma presto si affeziona a Luisella e quando viene messa in gioco la sua felicità, reagisce e riesce a ristabilire l'ordine nella famiglia. Alla fine, preso dalla nostalgia, riprende la sua vita di girovago.

## Produzione
Il film fu girato nel 1943 a Cinecittà.

## Distribuzione
A causa degli avvenimenti bellici, fu proiettato nelle sale soltanto a partire dall'estate 1945.
Il Centro sperimentale di cinematografia che gestisce l'archivio della Cineteca Nazionale ha dichiarato il film perduto e dunque introvabile.